# GfK
Pour les articles homonymes, voir GFK (homonymie).
Le groupe GfK (Gesellschaft für Konsumforschung, « société pour la recherche sur la consommation »), créé en 1934, est un leader mondial en matière de collecte et d'analyse de données dans le secteur Équipement de la maison.
La société a été fondée par une association de professeurs d'université, parmi lesquels Ludwig Erhard, devenu plus tard le ministre fédéral de l'Économie et chancelier fédéral d'Allemagne.
Le groupe GfK est une organisation mondiale d'étude de marché fournissant des services dans trois secteurs de recherche : clientèle, commerce et technologie, médias.
Le siège de la société se trouve à Nuremberg, en Allemagne.
Le slogan de la société est «Growth from Knowledge».

## Histoire
GfK a été fondé en 1934 sous le nom de GfK-Nürnberg Gesellschaft für Konsumforschung e. V. par des professeurs d'université de Nuremberg, parmi lesquels figure Ludwig Erhard, qui deviendra ministre allemand de l'économie et chancelier fédéral. L'auteur du concept est le cofondateur Wilhelm Vershofen.
Au départ, les travaux de l'association consistent en 71 études, portant notamment sur:
- la notoriété des marques,
- la consommation de produits de soin et savons en Allemagne,
- la structure de la consommation de boissons en Allemagne,
- les patients et les produits pharmaceutiques,
- l'évaluation par les automobilistes des cartes routières des compagnies pétrolières.

Après la guerre, les forces d'occupation américaines entreprennent une enquête sur les activités de GfK pendant les années 1934 à 1945. À l'issue de cette enquête, en 1947, GfK se voit accorder une licence l'autorisant à poursuivre ses activités.
Dans les années 1950, GfK lance son premier Panel Consommateurs et entame son développement international. Les années 1970 voient la création du Panel Distributeurs de GfK, une vision unique sur les données de consommation dans le secteur Technologies et Biens durables. En 1984, GfK lance les mesures d'audience TV.  
Toujours en 1984, les activités commerciales sont transférées vers une nouvelle entité, GfK GmbH, rebaptisée GfK AG le 23 janvier 1990.[10] À cette époque, la « GfK Association » se limite à promouvoir les études de marché et de vente.
En 2020, GfK lance sa plateforme IA gfknewron, qui permet aux clients d'obtenir, sur la base de données collectées et de prédictions pae IA, des recommandations sur les mesures à prendre.
En juillet 2023, l’Union européenne approuve l’acquisition de GfK par NIQ, à condition que cette dernière cède son activité de panel de consommateurs, reprise par YouGov,.

## Organisation
Direction
L'équipe de direction de GfK SE était constituée de six personnes (au 1er février 2021):
- Peter Feld CEO (Président Directeur Général)
- Sean O’Neill CPO (Directeur Produits)
- Lars Nordmark CFO (Directeur Financier)
- Jutta Suchanek CHRDO (Directrice Ressources Humaines et de la Diversité)
- Joshua Hubbert COO (Directeur des opérations)
- Benjamin Jones CTO (Directeur des Technologies)

## Acquisitions
En avril 2005 la société a acquis NOP World, basée principalement au Royaume-Uni, aux États-Unis et en Italie et qui fut classée la neuvième plus grande entreprise d'études de marché dans le monde. Ce rachat est décrit par la société comme « la décision la plus importante faite par GfK, depuis son introduction en bourse en 1999. »
En décembre 2011, GfK a acquis Knowledge Network, basé à Palo Alto, aux États-Unis, spécialisé dans la recherche en ligne pour des produits et services de consommation, produits pharmaceutiques, commerce de détail, médias et les politiques publiques .
En 2016, GfK a acquis Netquest et Wakoopa.